# Eden Valley
Eden Valley és una població dels Estats Units a l'estat de Minnesota. Segons el cens del 2000 tenia 866 habitants.

## Demografia
Segons el cens del 2000, Eden Valley tenia 866 habitants, 360 habitatges, i 221 famílies. La densitat de població era de 261,2 habitants per km².
Dels 360 habitatges en un 28,9% hi vivien nens de menys de 18 anys, en un 45% hi vivien parelles casades, en un 11,1% dones solteres, i en un 38,6% no eren unitats familiars. En el 32,5% dels habitatges hi vivien persones soles el 16,7% de les quals corresponia a persones de 65 anys o més que vivien soles. El nombre mitjà de persones vivint en cada habitatge era de 2,37 i el nombre mitjà de persones que vivien en cada família era de 3,01.
Per edats la població es repartia de la següent manera: un 25,1% tenia menys de 18 anys, un 13% entre 18 i 24, un 26,1% entre 25 i 44, un 15,5% de 45 a 60 i un 20,3% 65 anys o més.
L'edat mediana era de 34 anys. Per cada 100 dones de 18 o més anys hi havia 97,3 homes.
La renda mediana per habitatge era de 25.781 $ i la renda mediana per família de 39.125 $. Els homes tenien una renda mediana de 29.107 $ mentre que les dones 20.227 $. La renda per capita de la població era de 13.501 $. Entorn del 9,1% de les famílies i el 14,8% de la població estaven per davall del llindar de pobresa.

## Poblacions més properes
El següent diagrama mostra les poblacions més properes.